# Zaglyptomorpha longula
Zaglyptomorpha longula är en stekelart som först beskrevs av Cresson 1874.  Zaglyptomorpha longula ingår i släktet Zaglyptomorpha och familjen brokparasitsteklar. Inga underarter finns listade i Catalogue of Life.